# Kajakarstwo na Letnich Igrzyskach Olimpijskich 1960 – K-1 1000 m mężczyzn
Zawody w kajakarstwie klasycznym (K1) na dystansie 1000 m mężczyzn na Letnich Igrzyskach Olimpijskich 1960 zostały rozegrane 26–27 sierpnia (eliminacje, repasaże i półfinały) i 29 sierpnia 1960 r. – finał. W zawodach wzięło udział 22 zawodników (początkowa było to 24 zawodników) z 22 państw .

## Rezultaty
| Legenda | Legenda            | Legenda | Legenda  | Legenda | Legenda         |
| ------- | ------------------ | ------- | -------- | ------- | --------------- |
| QS      | Awans do półfinału | R       | Repasaże | QF      | Awans do finału |

### Eliminacje
| Poz. | Zawodnik          | Reprezentacja   | Czas    | Uwagi |
| ---- | ----------------- | --------------- | ------- | ----- |
| 1    | Erik Hansen       | Dania           | 3:57,04 | QS    |
| 2    | Ronald Rhodes     | Wielka Brytania | 4:01,68 | QS    |
| 3    | Wolfgang Lange    | Niemcy          | 4:05,08 | QS    |
| 4    | Rolf Olsen        | Norwegia        | 4:08,38 | R     |
| 5    | Robert De Waele   | Belgia          | 4:08,60 | R     |
| 6    | Roland Huber      | Szwajcaria      | 4:26,26 | R     |
| 7    | Michel Meyer      | Francja         | 4:40,72 | R     |
| -    | Lubomir Oreszarow | Bułgaria        | DNS     |       |

| Poz. | Zawodnik         | Reprezentacja     | Czas    | Uwagi |
| ---- | ---------------- | ----------------- | ------- | ----- |
| 1    | Imre Szöllősi    | Węgry             | 4:04,23 | QS    |
| 2    | Phil Coles       | Australia         | 4:06,27 | QS    |
| 3    | Cesare Zilioli   | Włochy            | 4:06,58 | QS    |
| 4    | Aleksandr Kerčov | Jugosławia        | 4:07,08 | R     |
| 5    | Simo Kuismanen   | Finlandia         | 4:09,78 | R     |
| 6    | Joaquín Larroya  | Hiszpania         | 4:12,93 | R     |
| 7    | Paul Beachem     | Stany Zjednoczone | 4:18,64 | R     |
| -    | Igor Lipalit     | Rumunia           | DNS     |       |

Wyścig 3
| Poz. | Zawodnik            | Reprezentacja  | Czas    | Uwagi |
| ---- | ------------------- | -------------- | ------- | ----- |
| 1    | Ibragim Chasanow    | ZSRR           | 4:06,14 | QS    |
| 2    | Guillaume Weijzen   | Holandia       | 4:06,77 | QS    |
| 3    | Gert Fredriksson    | Szwecja        | 4:07,35 | QS    |
| 4    | Ladislav Čepčianský | Czechosłowacja | 4:07,83 | R     |
| 5    | Ryszard Skwarski    | Polska         | 4:12,70 | R     |
| 6    | Herbert Wiedermann  | Austria        | 4:15,71 | R     |
| 7    | Michael Brown       | Kanada         | 4:27,28 | R     |
| 8    | André Conrady       | Luksemburg     | 4:27,38 | R     |

### Repasaże
| Poz. | Zawodnik           | Reprezentacja | Czas    | Uwagi |
| ---- | ------------------ | ------------- | ------- | ----- |
| 1    | Simo Kuismanen     | Finlandia     | 4:11,50 | QS    |
| 2    | Herbert Wiedermann | Austria       | 4:13,73 | QS    |
| 3    | Rolf Olsen         | Norwegia      | 4:13,87 | QS    |
| 4    | Michel Meyer       | Francja       | 4:24,93 |       |

| Poz. | Zawodnik         | Reprezentacja     | Czas    | Uwagi |
| ---- | ---------------- | ----------------- | ------- | ----- |
| 1    | Ryszard Skwarski | Polska            | 4:06,99 | QS    |
| 2    | Aleksandr Kerčov | Jugosławia        | 4:07,33 | QS    |
| 3    | Paul Beachem     | Stany Zjednoczone | 4:18,17 | QS    |
| 4    | Roland Huber     | Szwajcaria        | 4:24,16 |       |
| 5    | André Conrady    | Luksemburg        | 4:28,40 |       |

Wyścig 3
| Poz. | Zawodnik            | Reprezentacja  | Czas    | Uwagi |
| ---- | ------------------- | -------------- | ------- | ----- |
| 1    | Ladislav Čepčianský | Czechosłowacja | 4:11,39 | QS    |
| 2    | Joaquín Larroya     | Hiszpania      | 4:13,82 | QS    |
| 3    | Robert De Waele     | Belgia         | 4:16,61 | QS    |
| 4    | Michael Brown       | Kanada         | 4:55,73 |       |

### Półfinały
| Poz. | Zawodnik         | Reprezentacja | Czas    | Uwagi |
| ---- | ---------------- | ------------- | ------- | ----- |
| 1    | Erik Hansen      | Dania         | 3:57,51 | QF    |
| 2    | Gert Fredriksson | Szwecja       | 4:03,32 | QF    |
| 3    | Simo Kuismanen   | Finlandia     | 4:03,42 | QF    |
| 4    | Phil Coles       | Australia     | 4:08,05 |       |
| 5    | Aleksandr Kerčov | Jugosławia    | 4:10,27 |       |
| 6    | Robert De Waele  | Belgia        | 4:12,48 |       |

| Poz. | Zawodnik          | Reprezentacja | Czas    | Uwagi |
| ---- | ----------------- | ------------- | ------- | ----- |
| 1    | Imre Szöllősi     | Węgry         | 3:57,11 | QF    |
| 2    | Wolfgang Lange    | Niemcy        | 4:02,88 | QF    |
| 3    | Rolf Olsen        | Norwegia      | 4:04,82 | QF    |
| 4    | Guillaume Weijzen | Holandia      | 4:07,30 |       |
| 5    | Ryszard Skwarski  | Polska        | 4:09,26 |       |
| 6    | Joaquín Larroya   | Hiszpania     | 4:20,39 |       |

Wyścig 3
| Poz. | Zawodnik            | Reprezentacja     | Czas    | Uwagi |
| ---- | ------------------- | ----------------- | ------- | ----- |
| 1    | Ronald Rhodes       | Wielka Brytania   | 4:05,20 | QF    |
| 2    | Ibragim Chasanow    | ZSRR              | 4:05,20 | QF    |
| 3    | Cesare Zilioli      | Włochy            | 4:06,36 | QF    |
| 4    | Ladislav Čepčianský | Czechosłowacja    | 4:07,75 |       |
| 5    | Paul Beachem        | Stany Zjednoczone | 4:15,10 |       |
| 6    | Herbert Wiedermann  | Austria           | 4:17,45 |       |

### Finał
| Poz. | Zawodnik         | Reprezentacja   | Czas    |
| ---- | ---------------- | --------------- | ------- |
|      | Erik Hansen      | Dania           | 3:53,00 |
|      | Imre Szöllősi    | Węgry           | 3:54,02 |
|      | Gert Fredriksson | Szwecja         | 3:55,89 |
| 4    | Ibragim Chasanow | ZSRR            | 3:56,38 |
| 5    | Ronald Rhodes    | Wielka Brytania | 4:01,15 |
| 6    | Rolf Olsen       | Norwegia        | 4:02,31 |
| 7    | Wolfgang Lange   | Niemcy          | 4:03,05 |
| 8    | Simo Kuismanen   | Finlandia       | 4:03,66 |
| 9    | Cesare Zilioli   | Włochy          | 4:04,90 |